# Triangulus boschmai
Triangulus boschmai är en kräftdjursart som beskrevs av Brinkman 1936. Triangulus boschmai ingår i släktet Triangulus och familjen Lernaeodiscidae. Inga underarter finns listade i Catalogue of Life.